# Paul Laciga
Paul Laciga (ur. 24 listopada 1970 w Bernie), szwajcarski siatkarz plażowy, sześciokrotny medalista mistrzostw Europy, wicemistrz Świata 1997 w parze z bratem Martinem. Trzykrotnie zdobywał złoty medal mistrzostw Europy (1998, 1999, 2000), dwukrotnie srebrny (2001, 2002) oraz brązowy (1997). Dwukrotny uczestnik Igrzysk Olimpijskich (2000, 2004). W 2005 w Berlinie po raz kolejny zdobył srebrny medal mistrzostw Świata, ale w parze z Saschą Heyerem.